# 25589 Danicamckellar
25589 Danicamckellar è un asteroide della fascia principale. Scoperto nel 1999, presenta un'orbita caratterizzata da un semiasse maggiore pari a 2,6021009 au e da un'eccentricità di 0,1760896, inclinata di 14,63515° rispetto all'eclittica.